# Jakubčovice nad Odrou
Jakubčovice nad Odrou là một làng thuộc huyện Nový Jičín, vùng Moravskoslezský, Cộng hòa Séc.